# Torymus iraklii
Torymus iraklii är en stekelart som beskrevs av Zerova och Seryogina 2002. Torymus iraklii ingår i släktet Torymus och familjen gallglanssteklar. Inga underarter finns listade i Catalogue of Life.